# Nati nel 1155
| Questa pagina contiene informazioni ricavate automaticamente dalle voci biografiche con l'ausilio del template Bio e di un bot. L'aggiornamento è periodico e automatico e ricostruisce completamente la pagina. Se manca una persona in questa lista, sei pregato di non aggiungerla, ma accertati piuttosto che la sua voce biografica contenga il template Bio e che i dati anagrafici siano correttamente compilati. Se il template Bio manca, inseriscilo tu stesso o, in alternativa, metti l'avviso {{tmp\|Bio}} che ne segnala la mancanza. Se i dati riportati sono sbagliati, correggi direttamente la voce biografica; le modifiche saranno visibili in questa lista entro pochi giorni. Per chiarimenti vedi il progetto biografie. La lista contiene solo le 14 persone che sono citate nell'enciclopedia e per le quali è stato implementato correttamente il template Bio. Pagina aggiornata al 18 feb 2025. |

- 28 febbraio - Enrico d'Inghilterra, re († 1183)
- 17 maggio - Jien, poeta, monaco buddista e storico giapponese († 1225)
- 11 novembre - Alfonso VIII di Castiglia, sovrano († 1214)
- Kamo no Chōmei, scrittore e musicista giapponese († 1216)
- Enrico Raspe III, nobile tedesco († 1180)
- Adam di Eynsham, scrittore inglese
- Fujiwara no Yasuhira, militare giapponese († 1189)
- Ottocaro I di Boemia, re boemo († 1230)
- Saer de Quincy, nobile britannico († 1219)
- Saitō Musashibō Benkei, monaco buddhista e militare giapponese († 1189)
- Sohravardi, filosofo e mistico persiano († 1191)
- Pietro II di Courtenay, imperatore francese († 1219)
- Ermanno I di Turingia, nobile tedesco († 1217)
- Fujiwara no Ariie, poeta giapponese († 1216)